# برنتون جونز
برنتون جونز (انگلیسی: Brenton Jones؛ زادهٔ ۱۲ دسامبر ۱۹۹۱) دوچرخه‌سوار اهل استرالیا است.
از باشگاه‌هایی که در آن بازی کرده‌است می‌توان به تیم دوچرخه‌سواری دراپاک و دلکو–مارسی پوونس کی‌تی‌ام اشاره کرد.